# Сильное лекарство
«Сильное лекарство» (англ. Strong Medicine) — американский медицинский телесериал, снятый женщинами и для женщин, с уклоном на феминистскую политику, проблемы здравоохранения и классового неравенства. Сериал выходил на телеканале Lifetime с 2000 по 2006 год. Шоу было создано и произведено активисткой феминистского движения Вупи Голдберг, которая также сыграла в шоу, и Тэмми Эйдер. Главные роли в шоу исполнили Джанин Тёрнер, Роза Блази и Патриция Ричардсон. Сериал был самой рейтинговой драмой на кабельном телевидении в 2001 году.

## Синопсис
Сюжет фокусируется на одной больнице в Филадельфии и её главном враче — докторе Луизе Дельгадо. Персонал и пациенты больницы как правило совершенно разные люди, как классом, так и расой.

## Главные герои
- Роза Блази — доктор Луиза «Лу» Магдалена Дельгадо
- Дженифер Льюис — Лана Хокинс
- Патриция Ричардсон — доктор Энди Кэмпбелл (сезоны 3-5)
- Джанин Тёрнер — доктор Дана Стоу (сезоны 1-3)
- Тамера Маури — Кейла Торнтон
- Рик Шредер — доктор Дилан Уэст
- Филип Каснофф — доктор Роберт «Боб» Джексон

## Планируемый спин-офф
Весной 2005 года Lifetime заказал съемки спин-оффа сериала, пилотный эпизод которого был встроен в оригинальный сериал. Название шоу было Strong Medicine: First Response. Это также был первый спин-офф в истории оригинального программирования канала Lifetime. Рейтинги были невысоки, и шоу было закрыто. Год спустя оригинальный сериал также прекратил своё существование после шести сезонов.